# Последний путь Владимира Мономаха
«Последний путь Владимира Мономаха» — исторический роман русского писателя Антонина Ладинского, впервые изданный в 1966 году, после смерти автора. Рассказывает о русском князе Владимире Мономахе. Роман получил высокие оценки литературоведов и историков.

## Сюжет
Действие романа происходит в XII веке. Престарелый князь Владимир Мономах отправляется в санях из Чернигова в Переяславль, а в пути вспоминает всю свою долгую жизнь. В композиционном плане книга восходит к мономахову «Поучению». Антиподом главного героя оказывается Олег Святославич, вторая сюжетная линия — история гусляра Злата, влюблённого в дочь кузнеца Любаву. Перед смертью Мономах прощается со своими сыновьями, среди которых автор явно выделяет Юрия (впоследствии Долгорукого).
В романе упоминаются важнейшие исторические события XI—XII вв, происходившие на Руси или в Европе.

## Создание и оценки
Собирать материал для книги о Владимире Мономахе Ладинский начал ещё в 1940-е годы, в эмиграции. В сентябре 1960 года он написал об этом романе Вере Инбер как о созданном вчерне, а в марте 1961 года сообщил, что уже переписывает набело. В этом письме впервые фигурирует название — «Последний путь Владимира Мономаха». Ладинский умер 4 июня 1961 года, так что этот роман стал для него последним; первое издание увидело свет в 1966 году.
Рукопись романа стала предметом обсуждения в Институте мировой литературы им. А. М. Горького АН СССР 27 марта 1963 года. Участники заседания констатировали, что это первый роман о Владимире Мономахе и что «со смертью А. П. Ладинского… литература потеряла незаурядного и своеобразного писателя, сказавшего своё слово в жанре советского исторического романа». Согласно общему мнению критиков, «Последний путь Владимира Мономаха» — наиболее зрелая книга Ладинского. О. Домбровский высоко оценил её композицию, тогда как А. Немировский счёл сюжет слишком перегруженным вставными эпизодами.